# Цидильковский, Исаак Михайлович
Исаа́к Миха́йлович Цидильковский (21 мая 1923, Ракитное, Киевская губерния — 30 октября 2001, Екатеринбург) — советский и российский физик, академик РАН (1994). Лауреат Государственной премии СССР (1982).

## Биография
Родился 21 мая 1923 года в селе Ракитное Ракитнянского района Киевской губернии.
В 1940 году Исаак Михайлович поступил в Киевский индустриальный институт, однако с начала Великой Отечественной войны пошёл добровольцем на фронт. Награждён орденами Красной Звезды, Отечественной войны 1 степени (06.04.1985).
К учёбе вернулся по окончании войны в 1946 году, когда поступил на физический факультет Киевского университета. С 1953 года работал в Дагестанском филиале АН СССР. По прошествии четырёх лет перешёл в Институт физики металлов в городе Свердловске, где в 1960 году он организовал лабораторию полупроводников и полуметаллов.
Скончался 30 октября 2001 года. Похоронен в Екатеринбурге на Широкореченском кладбище.

## Публикации
Является автором сотен научных статей, монографий. Среди них:
- «Электроны и дырки в полупроводниках». — М., 1972;
- «Зонная структура полупроводников». — М., 1982;
- «Электронный спектр бесщелевых полупроводников». — Свердловск, 1991.

## Награды
- Премия имени А. Ф. Иоффе АН СССР (1978) — за монографию «Электроны и дырки в полупроводниках»
- Государственная премия СССР 1982 года в области науки и техники (28 октября 1982 года) — за цикл работ по предсказанию, обнаружению и исследованию бесщелевых полупроводников и экситонных фаз[3]
- Премия имени М. В. Ломоносова (1994).